# Alligator II: The Mutation
Alligator II: The Mutation è un film del 1991, diretto da Jon Hess, si tratta del sequel di Alligator, ma come trama sembra un remake del primo. È una storia di ambientazione fantascientifica. Il sequel è rimasto inedito in Italia.

## Trama
Un alligatore cresce a dismisura per via dei rifiuti tossici versati in un lago da un complesso chimico. La mutazione non ne colpisce solo l'aspetto ma anche l'aggressività, rendendolo tanto feroce da attaccare una piccola città nelle vicinanze.
Indaga sulle vicende il poliziotto David Hodges con il solo appoggio della sua moglie Christine, sarà un'occasione per dissipare ogni problema coniugale.